# Słońce (tarot)
Słońce – karta tarota należąca do Arkanów Wielkich, oznaczana numerem 19 (XIX).
Inne nazwy: Sol, Pan Ognia.

## Wygląd
W centrum obrazu na karcie znajduje się wizerunek Słońca. Najczęściej poniżej namalowany jest zielony ogród kwiatowy, a w nim dwoje bawiących się nagich dzieci oświetlanych słonecznymi promieniami. Czasem zamiast dzieci w ogrodzie siedzą młodzi mężczyzna i kobieta.

## Znaczenie
Podobnie jak Świat, karta Słońca jest uważana za dobrą wróżbę. Oznacza ona szczęście, przede wszystkim w życiu uczuciowym, a także szczerą przyjaźń i zaufanie. Symbolizuje także dzieciństwo. W położeniu odwróconym ma odwrotne znaczenie, symbolizując samotność i odtrącenie.

## Galeria

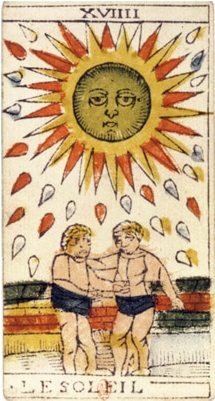
Słońce z talii tarota marsylskiego Jeana Dodala (XVIII wiek)
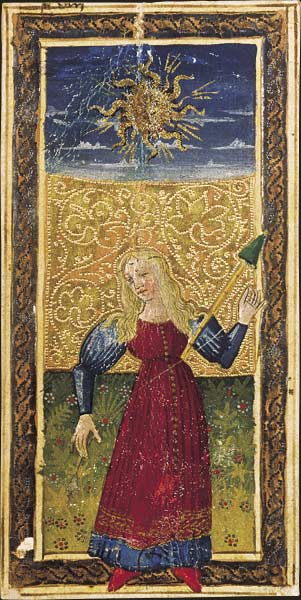
Słońce z talii Karola VI (XV wiek)
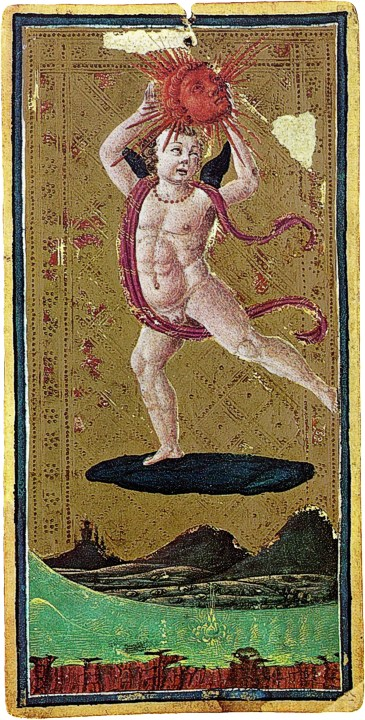
Słońce z talii tarota Viscontich-Sforzów ze zbiorów Pierpont Morgan-Bergamo (XV wiek) – reprodukcja
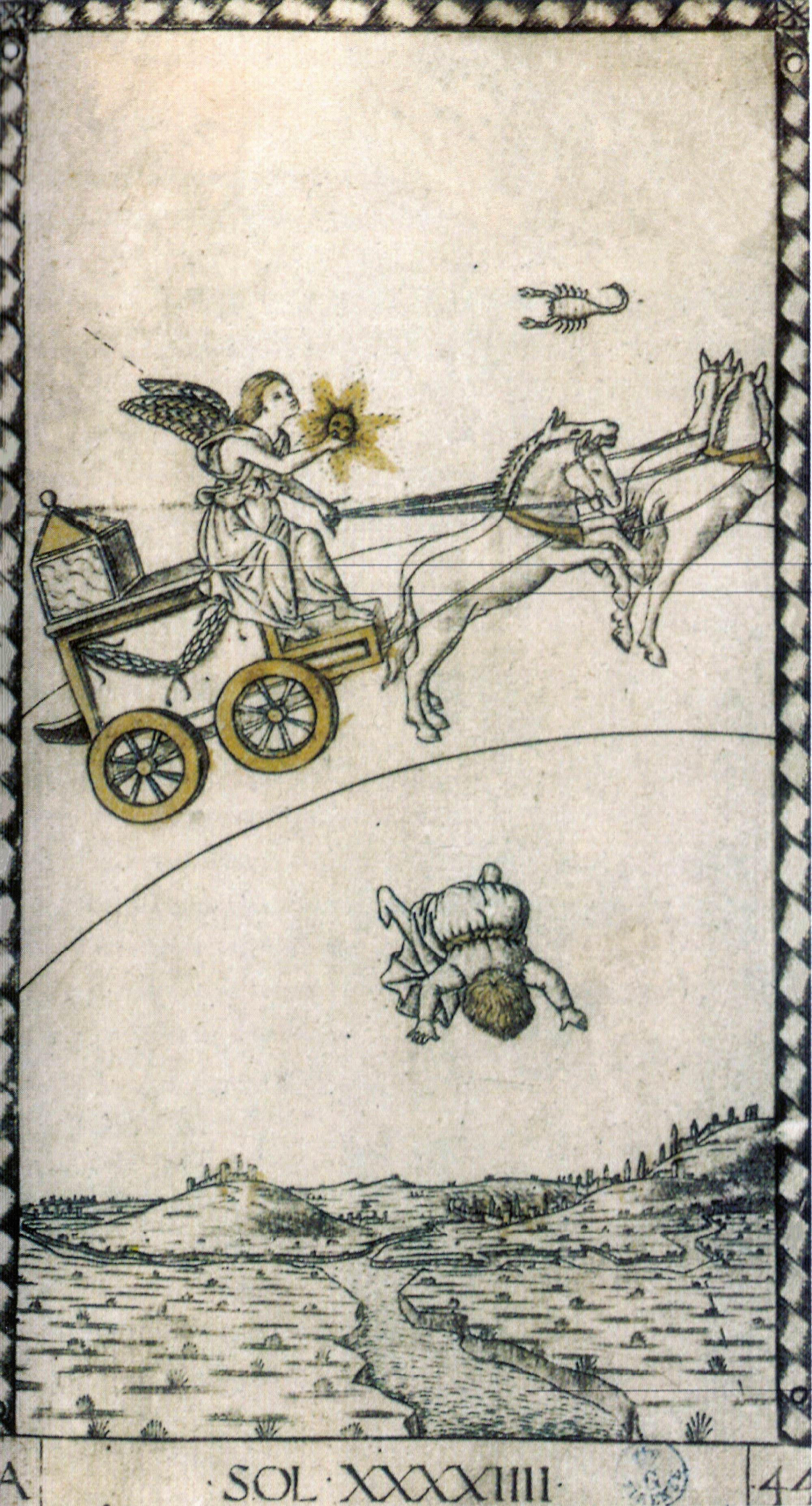
Słońce z talii tarota Mantegny (XV wiek)